# 我於青春無悔
《我於青春無悔》（日语：わが青春に悔なし），又譯作《我對青春無悔》、《青春無悔》，乃日本知名導演黑澤明於1946年所執導的黑白電影，片長110分鐘。
該電影取材自「京大事件」，由於在第二次世界大戰前日本為了反共產主義，而認為自由主義是共產主義的溫床，對於提倡自由主義的人當成共產份子來看待，甚至干涉了校園內的思想教育。黑澤明在戰後拍攝這部電影，被認為是一部反戰之作。

## 故事內容
八木原教授是個提倡自由思想的大學教授，他與妻子膝下只有一女幸枝，個性極為剛強獨立。教授有一群學生，也都很支持自由主義，但也因此倍受警方關注。為此八木原教授離開教職，而他有一名大力主張自由主義的學生野毛隆吉則被警方逮捕。另一位得力學生糸川則為了自己的前程與現實妥協，畢業後考上檢察官。
糸川原本愛慕幸枝，想要與之結婚。但在這時野毛出獄，一向欣賞野毛的幸枝決定離家過著獨立的生活，不想與糸川結婚。三年之後，幸枝從糸川口中得到野毛的所在，前往尋找野毛，兩人決定共同生活。然而好景不常，野毛為自由主義奔走，卻被當成是共產黨間諜而被捕下獄，幸枝也不能倖免而被捉走。在獄中受盡折磨的幸枝，雖然得到父親的搭救而得以回家，但野毛卻在獄中身亡。幸枝自認已是野毛的妻子，便帶他的骨灰回到他的家鄉。
到了野毛的家鄉，雖然找到他的父母並安葬了骨灰，但因為野毛身負間諜的罪名，使得村裡的人連帶不能諒解他的家人。野毛的家成為村人攻擊的對象，而稻田也時常遭到破壞。幸枝並不在乎村人的冷嘲熱諷，雖然她本來是個千金小姐，卻仍然一鋤一鋤的幫野毛家耕作，讓野毛的父母都接受了這個媳婦。
戰後，幸枝一度回到娘家，此時野毛的罪名已經被洗清了，村人不再攻擊野毛家，而幸枝也決定投身於鄉村的女權運動，再次離開八木原家前往鄉下，受到村民的歡迎。

## 工作人員
- 製作責任：竹井諒
- 製作：松崎啓次
- 導演：黑澤明
- 副導演：堀川弘通
- 劇本：久板榮二郎
- 攝影：中井朝一
- 音樂：服部正
- 美術：北川惠笥
- 錄音：鈴木勇
- 音響效果：三繩一郎
- 燈光：石井長四郎
- 編輯：後藤敏男

## 演員
- 八木原幸枝：原節子
- 野毛隆吉：藤田進
- 八木原教授：大河内傳次郎
- 野毛之母：杉村春子
- 八木原夫人：三好榮子
- 糸川：河野秋武
- 野毛之父：高堂國典
- 毒草莓：志村喬
- 文部大臣：深見泰三
- 筥崎教授：清水將夫
- 學生：田中春男、千葉一郎、米倉勇、高木昇、佐野宏
- 刑警：光一、岬洋二
- 糸川之母：原緋紗子
- 檢察官：武村新
- 小使：河崎堅男
- 老太太：藤間房子
- 千金小姐：谷間小百合、河野糸子、中北千枝子

## 插曲
- 《逍遥之歌》
- 《戰友》

## 內部連結
- 瀧川幸辰：「八木原教授」之原型人物
- 尾崎秀實：「野毛」之原型人物